# Доннерсбах
Доннерсбах (нем. Donnersbach) — упразднённая община (нем. Gemeinde) в Австрии, в федеральной земле Штирия. 
Входила в состав округа Лицен.  Население 1135 человек (на 31 декабря 2005 года). Площадь 63,35 км².
С января 2015г. входит в состав торговой общины (нем. Marktgemeinde) Ирднинг-Доннерсбахваль округа Лицен.

## Политическая ситуация
Бургомистр коммуны — Карл Лакнер (АНП) по результатам выборов 2005 года.
Совет представителей коммуны (нем. Gemeinderat) состоит из 15 мест.
- АНП занимает 12 мест.
- СДПА занимает 2 места.
- независимые: 1 место.